# Róklas
Róklas (niem. Rocklaß, w latach 1933–1945 Eckwald) – wieś w Polsce położona w województwie warmińsko-mazurskim, w powiecie szczycieńskim, w gminie Wielbark. W latach 1975–1998 miejscowość administracyjnie należała do województwa olsztyńskiego.
Wieś mazurska, położona ok. 3 kilometry na południowy zachód od szosy Wielbark-Jedwabno, o zwartej zabudowie murowanej (tylko jedna chałupa drewniana).
Nazwa wsi pochodzi zdaniem prof. Zabrockiego od staropruskiego imienia Rukals. Przez wieś prowadzi rowerowy zielony szlak turystyczny z Kucborka do Leśnej ścieżki edukacyjne „Nad Sawicą”, przez wsie: Sasek Mały, Wesołowo, Róklas
Wieś powstała w ramach osadnictwa szkatułowego w 1782 r. Murowaną z czerwonej cegły, parterową szkołę wybudowano w 1904 r. W 1933 r. w ramach germanizacji zmieniono urzędową nazwę wsi na Eckwald.